# Dichoteleas hamatus
Dichoteleas hamatus (лат.) — вид наездников рода Dichoteleas из подсемейства Scelioninae (Scelionidae). Африка (Кения, Танзания, Малави, ЮАР). Название hamatus происходит от латинского слова, означающего «крюк», из-за крючковатых выступов на аксиллярных килях.

## Описание
Мелкие наездники-сцелиониды, длина около 4 мм. Этот вид можно определить по аксиллярным килям с латерально сжатым, задневентральным крючковидным выступом, по полностью развитым нотаулям, по отсутствию дорсального медианного киля на тергитах Т1—Т4 метасомы и чёрной голове, буровато-чёрным груди и брюшку. У сходного вида D. rugosus другое строение аксиллярных килей, а у видов D. subcoeruleus, D. fulgidus и D. fuscus развит медианный киль на T1—T4. Усики 12-члениковые. Число максиллярных пальпомеров: 4. Форма максиллярных пальпомеров: удлинённая цилиндрическая. Число лабиальных пальпомеров: 2. На средних и задних голенях по одной шпоре, есть латеральные шипы на мезоскутеллуме и медиальный шип на метаскутеллуме.